# 昭文社
株式会社昭文社（しょうぶんしゃ）は、東京都千代田区麹町3丁目に本社を置く地図の出版社。道路地図や旅行ガイドブック（まっぷる・ことりっぷ）などで知られる。
本項では持株会社の株式会社昭文社ホールディングスについても述べる。

## 概要
商品第1号である「大阪市区分地図篇」と「河内市精図」から評価が高く、特に道路地図（スーパーマップルなど）と旅行ガイドブック（まっぷるなど）部門では圧倒的なシェアを誇るまでになる。他にも山と高原地図、震災時帰宅支援マップなどがある。現在はSiMAPによる地図制作を進め、情報提供会社へと脱皮中である。
2020年（令和2年）4月1日に持株会社制へ移行するとともに、株式会社昭文社（初代）の商号を株式会社昭文社ホールディングスへ変更。事業は株式会社昭文社（2代、同日付で株式会社昭文社準備会社から 商号変更）、株式会社マップル、株式会社MEGURUの3社が継承した。

## 沿革
- 1960年（昭和35年） - 人文社の外交販売員を経た黒田敏夫がそれまでの特殊な地図ではなく「一般向けの地図をつくる」を原点に大阪市東区で創業した。都市地図などを中心に手掛ける。
- 1963年（昭和38年） - 東京に営業所を設置し、ニューエストを創刊する。また、分県地図、県別道路地図、山岳地図を出版し、これらは現在も発行され続けている。
- 1964年（昭和39年） - 株式会社昭文社へ改組。
- 1968年（昭和43年） - 東京都文京区に本社を移転。
- 1970年（昭和45年）-大阪万博案内地図「エアリアマップEXPO70」を出版。
- 1972年（昭和47年） - 同社としては初となる冊子タイプの地図帳「グランプリ道路地図帳」を発行。
- 1977年（昭和52年） - 東京都千代田区に本社を移転。
- 1978年（昭和53年） - 旅行ガイドブック分野に参入。
- 1989年（昭和64年/平成元年） - 雑誌分野に参入。雑誌タイプの旅行情報誌「まっぷる」創刊。
- 1991年（平成3年） - 道路地図「スーパーマップル」創刊。
- 1995年（平成7年） - 電子地図ソフト「マップルライフ」発売。独自地図データベースシステム「SiMAP」の運用を開始し、地図デザイン改訂に着手。
- 1996年（平成8年） - 株式を店頭登録。
- 1998年（平成10年） - 青柳栄次が社長になる。
- 1999年（平成11年）3月 - 東京証券取引所2部上場[2]。千代田区麹町に本社ビルを竣工し移転。
- 1999年（平成11年） - 年配層をターゲットにした本格的な旅行情報誌「上撰の旅」シリーズ出版。
- 2000年（平成12年）3月 - 東京証券取引所1部指定替え。[2]
- 2003年（平成15年） - 初の週刊分冊百科「日本の名湯」を刊行。
- 2005年（平成17年） - 黒田茂夫が社長になる。
- 2007年（平成19年） - 宿泊予約事業に参入。
- 2008年（平成20年）- 若年層女性をターゲットにした旅行ガイドブック「ことりっぷ」を創刊。
- 2010年（平成22年）- 旅行情報誌「まっぷる」読者限定の無料付録アプリ「まっぷるリンク」のサービス開始。
- 2014年（平成26年）「ことりっぷ」シリーズの季刊の旅行ライフスタイル雑誌「ことりっぷマガジン」を創刊。
- 2018年（平成30年） - スマートフォン向けの地図アプリが普及した影響で2018年（平成30年）度の決算が赤字に転落する見通しになり、社員の2割に当たる80人程度の希望退職を募集することになった。
- 2020年（令和2年） - 持株会社制へ移行。同時に株式会社昭文社を株式会社昭文社ホールディングスへ、株式会社昭文社準備会社を株式会社昭文社（2代）へ 商号変更した他、事業を株式会社昭文社（2代）、株式会社マップル、株式会社MEGURUへ吸収分割で移管[3]。

## 主な出版物

### 主な出版物
- 各種道路地図（ニューエスト、スーパーマップル、マックスマップル、ライトマップル、街の達人、ツーリングマップル、トラックマップル、でっか字まっぷ・県別マップル・都市地図など）
- 鉄道地図帳 レールウェイマップル
- 各種旅行ガイド（にっぽんの旅・テーマガイド・たびまる・ことりっぷ・まっぷるぽけっと・Poketaなど）
- 各種地図（山と高原地図、なるほど知図帳シリーズ・ワールドアトラスなど）
- 雑誌（まっぷるマガジン国内版・海外版、ツーリングマップルマガジン・ことりっぷマガジン）
- 週刊分冊百科（週刊日本の名湯）
- 電子地図ソフト（スーパーマップルデジタル・以前はマップルライフを製作していた）
- なるほどkids（小学校低学年向けの図鑑）
- 東京地下鉄便利ガイド

など

### 主なブランド名
マップル・まっぷる (mapple)
「map（地図）」と「apple（リンゴ）」をかけあわせた造語であり、現在昭文社の出版物の多くのシリーズ名に取り入れられているほか、ドメイン名の「mapple.co.jp」もこれに由来している。特にリンゴに関しては、「スーパーマップル」シリーズでは表裏表紙にリンゴの写真が掲載されているほか、ほかの「マップル」シリーズでも、リンゴをモチーフにしたロゴマークが使われているものがある。リンゴをロゴマークにしたのは、リンゴのように「新鮮で品質のよいもの」を目指したことから。地図ではカタカナ表記が、旅行ガイドではひらがな表記が使用される。
エアリアマップ
かつては「ニューエスト」、「分県地図」、「山と高原地図」など、昭文社の地図の多くに使われていたブランド名。「SiMAP」製版の地図の増加と入れ替わるように、2000年（平成12年）頃から数を減らして、現在では「都市地図」シリーズなど一部に残るのみである。
なお、「エアリアマップ」のブランドは、「スーパーマップル関西道路地図」のように、表題に直接ブランド名が入る「マップル」ブランドとは違い、例えば「都市地図兵庫県4 明石市」の下に小さく印刷されているといった風に使用されており、サブタイトルのような感覚のブランド名であった。そのため、「グランプリ」シリーズに「エアリアマップ」と印刷されているものや、「マップル」シリーズと「エアリアマップ」の組み合わせもあった。
グランプリ
昭文社の、かつての道路地図主力シリーズブランド。冊子タイプの地図帳のほかに、1枚物のシートタイプのものもあった（冊子タイプの地図帳には長距離ドライバー向けに全国各地のAM・FMラジオ周波数が掲載されていた。現在は「スーパーマップルや「県別マップル」等の新シリーズに発行の力点を移したためラジオ周波数記載は廃止）。1990年代に「マップル（マックスマップルの先代にあたる）」、「スーパーマップル」、「県別マップル」などの「マップル」シリーズに道路地図帳の主軸が移ってからも、並存して双方とも刊行される状態がしばらく続いたが、「SiMAP」製版の地図の発行が本格的に始まった2001年（平成13年）頃を境に姿を消した。ただ、このグランプリシリーズで用いられた図式を使用した地図は、非「SiMAP」版の「都市地図」内の一部分などにおいて、現在でも刊行されている。

## 主な出版物の概略
ここでは、独立項の設けられていない主な出版物について説明している（記載内容は、概ね2015年（平成27年）8月現在）。独立項のあるものは、上記の「主な出版物」にある内部リンク先を参照。
ニューエスト
都道府県別地図帳のシリーズ。かつては昭文社の主力シリーズのひとつ。2007年（平成19年）頃 - 2009年（平成21年）に一部が休刊となり、2015年（平成27年）現在ニューエストシリーズの刊行はされておらず、昭文社の公式サイト内でも2008年（平成20年）版をもって一部を除き絶版と発表された。以下のニューエストシリーズの記事は2009年（平成21年）5月当時のものである。
ニューエストシリーズは、冊子タイプB5判で、税込定価は概ね2000 - 2500円程度。各都道府県版の他に、かつては「神奈川県（千葉県・埼玉県） + 東京23区」「京阪神」などの大都市圏ユーザーを意識したものや、「ニューエストS」のような廉価版もあった。
1963年（昭和38年）に創刊されたが、全都道府県が出揃うまで少なくとも約20年近くを要した。例えば1982年（昭和57年）版では16種類しか存在せず、1988年（昭和63年）時点でも31種しかない。北陸地方（富山県・石川県・福井県）の各県版は平成に入る頃にようやく創刊された具合であった。さらに創刊当初は東北・中国・四国地方は都道府県ごとではなく、地方ごとに一冊となっていた（各県版が発売されても暫くは同時並行で両方が存在し続けた）。
各冊子にそれぞれナンバリングが設定されているものの、上記のように創刊時期にかなり開きがあるため県別マップルのように規則的に振分けられたのではなく創刊順となっていた。しかし平成に入り、ナンバリングが再編されたため、同じ都道府県の物でも出版時期によって番号は違う。例えば東京都版は1990年代初頭までの物では1番となっているが、全都道府県が出揃った1990年代前半にはこれまでのナンバーが全て欠番となり63番に、1990年代終盤では再度再編され13番となっている。また上記にあるような「神奈川県 + 東京23区」と「神奈川県」ではナンバリングも異なっていた。
元々道路地図帳ではないが、近年のコンピュータ製版化（以下、便宜上「SiMAP化」と呼ぶ）により、図式が道路地図用がベースの「SiMAP」の図式を取りつつあったので、同社の道路地図と、図式の面では大差がなくなりつあった。県別マップルが、収録範囲をメッシュ状に配置し、極力同一の縮尺で表現しているのに対し、ニューエストシリーズは県庁所在地等を除くと、市町村単位で地図を収録している。この様式は、市町村単位の地勢が捉えやすい反面、縮尺が不均一である、市町村の辺境部が地図上から切れてしまう（収録されない）ことが多いという問題点がある。また、デジタル化以前は福島県や新潟県、長野県など、面積が広い県は詳細地図が主要都市のものだけで、全市町村図は中盤に10万分の1の地図をのせているものもあった。
かつては、都道府県別地図帳の主力であったが、現在は「県別マップル」シリーズにその役割が移りつつある。全47都道府県の刊行は1997年（平成9年）版で完了したが、2007年（平成19年）ごろより順次休刊が相次いだ。最末期に刊行されていたのは11道府県版のみだった。この36都県版の県別マップルは刊行されており、昭文社公式サイトにもその旨が紹介されている。非「SiMAP」版だった県版は休刊になったので、最末期は全点「SiMAP」版になっていた。ただし神奈川県版のみ、コンピューター製版ではあるがSiMAP製版ではない。
また、以前はニューエストＳというA5サイズのシリーズも存在したが、SiMAP版になってから発行されていない。こちらはニューエストシリーズで存在する全ての県を網羅したわけではなく、政令指定都市の存在する都道府県などの数種類のみが発行された。内容はニューエストシリーズをそのまま縮小したものであるが、その分縮尺も小さくなっているため、表記が略された部分も多少存在する。ナンバリングは通常のニューエストシリーズと同じ番号のため、発売当初から欠番が存在し続けたことになる。また表紙は黒表紙時代は通常のニューエストと全く同じであったが、1980年代中盤頃から通常シリーズとは色違うとなった。価格は通常シリーズに比べてこちらの方が500 - 600円前後安価であった。
ライトマップル
税込定価800 - 1000円程度の、同社の廉価版道路地図帳。各地方別（「東北」「関西」など）、各都道府県別（「京都府」など）、各主要都市圏（「姫路圏」など）、および「全日本」がある。冊子タイプA4判。全点「SiMAP」版。
2001年（平成13年）版頃より創刊。各地方版とも一度改版されている。各都道府県版は現在改版が進行中。現在の表紙デザインは、3代目。
3大都市圏および政令指定都市クラスの都市を抱える、主要都道府県版「ライトマップル」の、第1版では、県別マップルの内容より都府県下全域道路図全てと町名検索などを省略した内容であり、県別マップルの廉価版の要素が強かった。しかし、これらの都道府県版「ライトマップル」は、2007年（平成19年）頃以降の第2版への改訂に伴い、都府県庁所在地中心部と都市部および地方都市中心部は、従来通り県別マップルの図版を転用しているが、都府県下全域道路図は、マックスマップルに準じた図版のものに変更されている。なお、非主要県版に関しては、第1版当初から、主要都道府県版の第2版と同じ構成を採用しているものが多い。
図版は県別マップルやマックスマップルなどからの転用がほとんどだが、ライトマップル姫路圏の「姫路市中心部」図のように、ライトマップル独自の図版を用いているものもある。また、県別マップルにある町名検索は、ライトマップル（都道府県版）では省略されている（施設・観光地検索のみ）。
ライトマップルシリーズは、背の部分のない形状の製本のため、本棚などに収められている場合は、取り出して表紙を確認しないとタイトルが確認できなかった。その後、2002年（平成14年）度版頃より、背表紙右端上部にタイトルとナンバーが印刷されることで、多少は改善されている。また、地図の図版が2007年（平成19年）版頃以降に刷新されたものは、このナンバーが赤地に白文字にされている。
ベースの県別マップルの改版などに伴い、ライトマップルの地図が差し替えられた場合でも、改版扱いにならないケースがある。例えばライトマップル姫路圏版は、県別マップルの改訂に伴い2008年（平成20年）版で地図が差し替えられたが、巻末の図暦上は、2007年（平成19年）発行第1版第10刷の続番の、2008年（平成20年）発行第1版第11刷となっている。なお、前述の背表紙ナンバーの、赤地白文字化は実施されている。
なお2010年（平成22年）からは県別マップル第四世代化と同時にライトマップルも本図を第二世代から第四世代（県別マップルと同一デザイン）へ改訂。2011年（平成23年）春までに当シリーズも第四世代SiMAP化が完了した。
2015年（平成27年）版からは第五世代SiMAPへの改訂を開始し、改訂版は定価が（以前の税込み972円から）税込み1,080円へと引き上げられている。
クイックマップル
県別マップルとライトマップル（各都道府県版）の間のクラスにあたる地図帳。1枚シート物の県下全域地図を付録する。リング製本のA4判。税込定価は、概ね1600円程度（これのみ消費税込の価格となる。ほかは消費税抜きの価格）。全点「SiMAP」版。県別マップルの廉価版にあたり、県別マップルの内容より主要地域外の都府県下全域道路図、町名検索などを省略したものである。図版は県別マップルやスーパーマップルのものをほぼ転用しており、ライトマップル（都道府県版）とは違って、純然たる県別マップルの色合いが強い。一枚シート物の県下全域図を付録としており、この付録地図の図版は、「分県地図」シリーズのものと同一である。
2015年（平成27年）8月現在、当シリーズは休刊中。
GIGAマップル
いくつか種類があり、GIGAマップルでっか字××（地方名が入る）道路地図、GIGAマップル渋滞ぬけみち××（地方名が入る）道路地図などがある。冊子タイプのA4判。全点「SiMAP」版。
GIGAマップルでっか字××道路地図は、同社の他の地図より文字を大きくするなどして、読みやすくした地方別道路地図帳。税込定価は1680円。ただし、新表紙版は1995円。創刊は2001年（平成13年）の版。2008年（平成20年）版より、一部地域版で新表紙デザインとなった。同社販売サイト上では改訂とあるが、当該地図巻末の発行日には第1版の増刷とあり、改訂扱いとなってはいない。
GIGAマップル渋滞ぬけみち××道路地図は、同社の独自調査で調べた渋滞多発区間やぬけみちを記載した地方別道路地図帳。2024年現在は発売されていない。刊行されていたのは2003年（平成15年）改版までで、関東、首都圏、名古屋中部、京阪神の4点のみだった。不定期に増刷していた。税込定価は1995円だった。
トラックマップル 全日本通行規制道路地図
昭文社の道路地図は普通自動車利用者を対象にしているが（一部を除く）、この地図帳は、2トン車・4トン車・11トン車それぞれの車種ごとに通行止め区間を明示しているなど、トラック利用者向けの内容が盛り込まれているのが特徴。A4判でリング式製本を採用しており、税込定価は2940円。「SiMAP」版である。この地図帳は、国土交通省道路局、地方整備局、北海道開発局および都道府県道路関係部局、都道府県警察本部、日本道路公団（当時）、東日本高速道路株式会社、中日本高速道路株式会社、西日本高速道路株式会社、社団法人全日本トラック協会など、1000を超える関係機関からの協賛と資料提供を受け発刊するに至っている。創刊が2006年（平成18年）版で、増刷も行われている（2008年（平成20年）3月に、2008年（平成20年）版が発行）。
都市地図
単一、もしくは隣接する複数の市町村別の1枚シート物の地図。北は北海道稚内市から南は沖縄県那覇市まで全国約1,000市町村を発行。ただし、前述の通り複数市町村をまとめたもの、また、一部地域が省略されている市町村もある。内容は、1枚シート物の地図本紙、1枚シート物のバリアフリー情報掲載詳細マップ（都道府県所在地等の主要都市版にのみ付録。「大津市」など一部はバリアフリー情報は不掲載）、付録冊子（町名検索、主要施設検索などを掲載、表紙には掲載市町村のシンボルマークを由来・制定年等の解説付きで掲載。ただし一部郊外市町村では直接本紙に掲載されており付録冊子はない）。定価は、主要都市が864円、その他市町村が771円。都道府県庁所在地およびそれに準じる大都市が972円および1,080円（全て8%税込み）。ただし、旧表紙（赤い表紙）版は、非主要都市が650円で主要都市の方は750円である。
一部では1990年代後半よりコンピュータ製版が始まっていたが、「SiMAP」と表紙に記した改訂版が初出したのは2001年（平成13年）版。この改訂の施された市町村版は現行の銀色の新表紙になった（ただし、その後の平成の大合併の時期に、一部表題の市町村名のみ変更し改訂は行わないまま新表紙になったものもある）。ちなみに第一弾は、滋賀県「草津・栗東市」と「守山市・野洲町・中主町（当時）」である。この頃すでにコンピューター製版済みだった市町村版も、新表紙版に編入されている。コンピュータ製版が始まってから十余年がたち、大体の市町村版が「SiMAP」化された。「都市地図」における「SiMAP」の図式はスーパーマップル・県別マップル等の図式に併せて随時更新されてきたため、同じ「SiMAP」の都市地図でも、初期に改訂されたものと最近改訂されたものとでは、図式が大きく異なっている（初期の改訂版は第二世代SiMAPを、最新改訂版は第三・第四世代SiMAP=文庫版でっか字まっぷシリーズと同一デザインを各々採用）。
2011年（平成23年）3月11日に発生した東日本大震災を受け、甚大な津波被害を受けた東北太平洋沿岸市町村の都市地図（第三・第四世代SiMAPへの）改訂版が（定期発行されている人口の多い都市「三沢市・十和田市・おいらせ町・六戸町・七戸町」・「八戸市」・「石巻市・東松島市・女川町」・「仙台市」・「いわき市」に加えて）急きょ臨時発行されると共に、昭文社製地図が被災自治体の対策本部へ無料配布された（岩手県：「久慈市・洋野町・野田村・普代村」、「宮古市・岩泉町・田野畑村」、「釜石市・遠野市・大槌町・山田町」、「大船渡市・陸前高田市」。宮城県：「気仙沼市・南三陸町」、「塩竈市・多賀城市・七ヶ浜町・利府町・松島町」、「名取市・岩沼市・柴田町・亘理町・山元町」。福島県：「相馬市・南相馬市・新地町」、「浪江町・広野町・富岡町・双葉町・楢葉町・大熊町」。以上の市町村版を改訂発行、裏面は記入用白地図や掲載市町村広域図ではなく岩手・宮城・福島の各県全図 = 「分県地図」シリーズと同じ図式・デザインで第二世代SiMAP。掲載情報はいずれも震災発生以前（2011年（平成23年）2月以前）に調査したもので、臨時改訂発行のためナンバリングは無し。売り上げの一部は義援金として被災自治体へ寄付）。
2000年代に入り市町村合併が急速に進んだ関係でに同じ世代のSiMAP製版で同じ市名のものであっても収録範囲が異なるものもある。逆に複数の市が統合されて廃刊となったものもある。
都道府県庁所在地と主要大都市版に同梱&本図に付随掲載されている「各都市中心部5千分の1拡大図」は原則として発行都道府県内にある市区町村中心部のみを掲載しているが、一部市町村版では例外として隣県市町村中心部も掲載する場合がある（「山口県萩市・美祢市秋吉台地区」版は「島根県津和野町中心部（津和野駅周辺地区）拡大図」を、「下関市」版は山陽新幹線&九州新幹線の全列車が停まるため下関市民も多く利用する「小倉駅周辺拡大図」をそれぞれ掲載）。
都市地図シリーズとして発行されている市区町村は人口10万人以上の地区が中心となっており、人口10万人未満の小規模市町村版はごく一部の地区しか発行されていない。
- 表紙デザインの変遷（全国同時変更ではなく数年間の間に順次変更されたため、2種類のデザインが混在する時期も存在する。
  - 1970年代中盤以前 : 不明
  - 1970年代終盤 - 1980年代中盤 : 上部はオレンジ色をバックに白抜きで市名が書かれている。その下は青い背景の上に鉄橋・公園・街路樹・ジェットコースター?の写真が4分割で印刷されている。
  - 1980年代中盤 - 1990年代中盤 : 全体的に濃い赤をベースとしたデザイン。中央には11階建てのビル、背後にはさらに高層のビルが描かれており、それに向かって一本の直線状の道路が伸びていくというものである。なおこの時期発売されていた「デラックス版」はベース色がダークグリーンとなっている点を除いて同じ。
  - 1990年代後半 - 2000年代前半 : 従来のデザインよりもやや鮮やかな赤色となる。中央の写真も楕円形の輪郭となり、上側に東京都庁のようなツインタワービルがあり、下側には街路樹が生い茂る未舗装道路が書かれている。
  - 2000年代前半 - 2010年代後半 : ベースとなる色はグレーに変更。中央の写真は上側は地方都市の駅前風景と思われるものに、下側はカーブした細い道路が畑を横切る写真となった。
  - 現在 :都市や林檎のイラストが描かれているものになった。

文庫判都市地図
A6判、政令指定都市（札幌・仙台・埼玉・千葉・東京・神奈川・名古屋・京都・大阪・神戸・広島・福岡の12都市圏）版のみを発行（古くからある政令指定都市圏のみの発行で、北九州都市圏と最近加わった相模原・新潟・静岡・浜松・堺・岡山の各都市圏は「でっか字まっぷ」および「街の達人」シリーズのみ発行）。定価は税込700円（札幌・仙台・埼玉・名古屋・京都・大阪）と750円（千葉・東京・神奈川・広島・福岡）。出張ビジネスマン向けに地下街・主要駅・空港の各構内案内図を巻末に掲載。
なお本図デザインは第二世代SiMAPと第三・第四世代SiMAPの二種類に大別されており、初期に改訂されたものと最近改訂されたものとでは図式が大きく異なっている。2012年（平成24年）版（2011年（平成23年）冬以降発行分）は第四世代SiMAPへ改訂し表紙デザインを変更。2012年（平成24年）1月発行「仙台市」を以て発行全12都市圏の（表紙デザイン変更を伴う）第四世代SiMAP化完了。第二世代SiMAPは当シリーズからも消滅し、シート版都市地図に一部残るのみとなった。
でっか字まっぷ
新書版、文庫判都市地図よりサイズを大きくし、町域名の文字ポイント数を大きくした。従来の地図に比べて大きな文字で詳細な情報を掲載するために、地図上の表記は簡略化している。コンビニエンスストア、ファーストフード、セルフカフェなどについてはブランドロゴを記号化することにより、一目で認識できるよう工夫されている。なお、方位記号のない図はすべて情報を真北としている。政令指定都市圏版を中心とする大都市圏版のみを発行。独自開発の地図情報システム「サイトマップ（Shobunsha Integrated Mapping System)」により、全てコンピューターによって作成されている。緻密さと正確さを追求するため、1:10,000、1:25,000、1:50,000、1:200,000の各縮尺において、各種地図作成に対応すべく、蓄積された地図情報をデータベース化し、膨大な地図情報をリアルタイムに管理・提供することを可能とした。でっか字マップは、こうして蓄積された各縮尺データベースにより展開し加工されることによって作成された。定価は税込1,000円 - 1260円。キオスクグループ総販売元は交通新聞社。
街の達人
A4判。市街地の拡大図は県別マップルシリーズより増やした代わりに周辺部の拡大図を減らし広域図のみとしている。主に政令指定都市を中心とする大都市圏版のみを発行。定価は税込1,575円 - 3360円）。公共交通機関の運行系統図、主要駅および空港の構内案内図も巻末に掲載している。
東日本大震災復興支援地図
B4判。東日本大震災発生を受けて急きょ作成され、マスコミ各社と被災自治体に無償配布されたものと同じ版が2011年（平成23年）6月6日より一般向け販売を開始した（税込み定価1,000円）。マスコミ・被災自治体向け版と一般向け版とでは表紙の色が異なる（マスコミ・自治体向け版は緑色、一般向け版は青色）。
この地図では甚大な津波被害を受けた青森県三八上北地方から千葉県までの太平洋沿岸地域拡大図と主要市町村中心部拡大図が設けられ、津波で浸水した地域はオレンジ色で網掛け表示（ただし広域図は津波浸水地域の網掛け表示無し）。さらに避難場所・（津波で全半壊した）市町村役場の仮庁舎位置・（各県・各市区町村の）災害対策本部設置場所・公共交通機関の運行および復旧状況・道路状況（通行止めおよび通行規制箇所・区間など）も書かれている（掲載情報は2011年（平成23年）4月末現在の内容）。
本図は第4世代SiMAPで、県別マップル・スーパーマップル・マックスマップル・でっか字まっぷ・都市地図シリーズの各デザインを組み合わせている（広域図には各地から主要都市までの距離や福島第一原発からの半径距離も記載）。ただし本図（拡大図）中に書かれている丁目・大字・一部小字にルビは振られておらず、それら読み方は巻末の「町名索引」項にのみ掲載（広域図にのみ掲載の字名は索引項に一部非掲載）。売り上げの一部は義援金として被災自治体へ寄付される。
分県地図
各都道府県ごとに1部・合計47シリーズ発行されているシートタイプの都道府県別地図で、「都市地図」シリーズの都道府県版にあたる（裏面は発行都道府県観光ガイド）。定価は第四世代SiMAPの従来版が税込み864円・新型図式「第五世代SiMAP」へ改訂された版が税込み1,080円。2015年（平成27年）より表紙デザインリニューアルを伴う後者への改訂作業が順次進められており（第四世代SiMAPの従来版は「在庫・展示品限り」）、2016年（平成28年）中には発行47都道府県全てが新型図式「第五世代SiMAP」へ置き換わる予定。

## その他
- 学習参考書などを出版している旺文社とは社名が良く似ているため、間違えられやすい。これを逆手にとって2013年（平成25年）、2014年（平成26年）には両社の共同キャンペーン「昭文社×旺文社どっちがどっち！？キャンペーン」が行われている[5][6]。
- 検定教科書の発行はもともと（発足当初から今日まで）行っていないため、昭文社発行「SiMAP」地図帳が小・中・高校の社会科授業（地理）で用いられることは無い（社会科の地図帳も「教科書」扱いであるため文部科学省の検定に合格したものでないと、別途購入となり使用が困難になる（教科書以外の教材を授業で使用することが禁じられているわけではない。）。学校現場では「帝国書院」・「二宮書店」・「東京書籍」いずれか発行の検定地図帳を授業で使用。採用する出版社は各都道府県および私立学校で異なる）。しかし昭文社は世界地図帳から地域別（「県別マップル」・「スーパーマップル」をはじめとする都道府県および市区町村別の）道路地図帳に至るまで、国内で唯一「全種類の地図発行を自社で一貫して行う」出版社である。